# Pero Fernandes Sardinha
Dom Pedro Fernandes Sardinha, ou Pero Fernandes Sardinha, (Évora, 1496 — Brésil, 1556) fut le premier évêque du Brésil. Il avait été ordonné à Paris. 

## Biographie
Cet évêché avait été institué le 5 mars 1550 par la bulle Super specula militantis Ecclesiæ. Son élévation à archidiocèse fut décidé par Innocent XI par la bulle Inter pastoralis officii du 6 novembre 1676.
Sardinha fut élu évêque de São Salvador de Bahia le 25 février 1551, à 55 ans. Il fut ordonné évêque par Dom Fernando de Menezes Coutinho e Vasconcellos et entra en fonction le 22 juin 1552. Le choix de Sardinha avait été mauvais parce que venant de l'Inde, il pensait trouver une église organisée. Son caractère autoritaire lui valut des ennemis dont le propre gouverneur Duarte da Costa
Sa démission date du 2 juin 1556 et il s'embarqua pour Lisbonne pour se plaindre au roi. Le 16 juin 1556, il mourut dévoré par les Indiens Caetés après un naufrage au littoral Alagoas
Dom Pedro Leitão(1519-1573) lui succéda comme Primat du Brésil. 
En réalité, il n'y a pas de relation précise de son martyre dans les mains des Caetés. Ce sont trois survivants qui l'affirmèrent.
Actuellement, des historiens pensent que les auteurs de cet assassinat seraient des Tupinambas qui vivaient près de l'embouchure du Rio São Francisco et que les colonisateurs utilisèrent de fausses accusations comme prétexte pour les persécuter et leur prendre leurs terres. 
Il est un fait que les Caetes étaient connus comme belliqueux depuis leur expulsion d’Olinda par les Portugais. Après leur fuite, vers le sud, ils étaient toujours en guerre contre les Portugais. L’épisode de l’anthropophagie des Caetés est vraisemblable.